# Der Bulle und das Landei
Der Bulle und das Landei ist eine sechsteilige Kriminalfilmreihe mit Uwe Ochsenknecht und Diana Amft in den Titelrollen. Sie wurde von der Polyphon Film- und Fernsehgesellschaft für Das Erste produziert. Die Pilotfolge Tödliches Heimweh wurde im Mai 2010 als Montagskrimi im SWR Fernsehen erstmals ausgestrahlt; die restlichen fünf Folgen hatte ihre Erstausstrahlung zur Hauptsendezeit im Ersten. Während die zweite Folge Babyblues am 5. Oktober 2011 im Rahmen des „FilmMittwoch im Ersten“ gesendet wurde, zeigte man die verbleibenden vier Folgen als Donnerstags-Krimi.

## Inhalt
Die Krimireihe handelt von Polizeihauptkommissar Robert Killmer, der sich in Frankfurt mit der Frau seines Chefs einlässt und ertappt wird. Aus dienstlichen Gründen wird er deshalb ins ländliche Monreal „wegbefördert“. Hier hat er mit eher unspektakulärer Kriminalität zu tun und kommt damit gar nicht gut zurecht. Außerdem stört er hier die Kreise der Polizeiobermeisterin Kati Biever, die die Kriminalität in Monreal bisher gut allein im Griff hatte. Trotzdem würde er ihr ganz gut gefallen, wenn er nicht zur Aufschneiderei neigen würde … In der 5. Folge kommt es zu einer ungewollten, aber legalen Hochzeit zwischen Killmer und Biever, weshalb Polizeiobermeisterin Kati Biever ab der Hochzeit Kati Killmer heißt. Somit hat Katis Oma ihr Ziel erreicht, die beiden zu verkuppeln, was sie schon von Anfang an geplant hatte.
In der finalen sechsten Folge Goldrausch lassen sich Kati und Robert Killmer nach mehreren vergeblichen Versuchen dann doch vom Bürgermeister scheiden. Danach werden sie bei einem Einsatz intim miteinander, und Robert Killmer macht Kati am Ende der Folge einen Heiratsantrag, den sie nach kurzem Zögern annimmt.

## Hintergrund

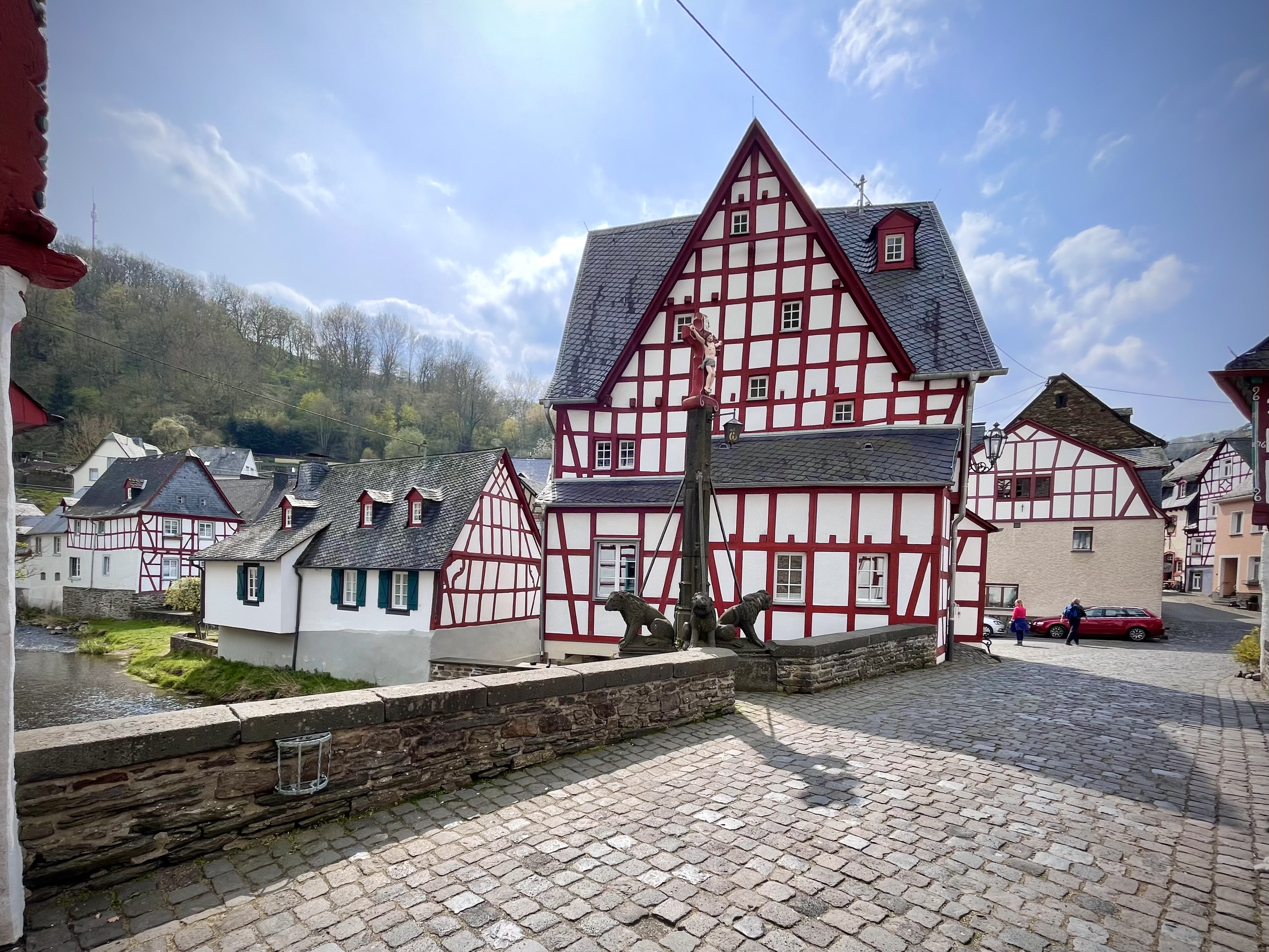
Marktplatz Monreal, einer der Drehorte

Drehorte waren Monreal und Umgebung. Das Standesamt Monreal diente als Kulisse für die Szenen, die in der Polizeiwache spielen.
Kommissar Killmer hat eine Vorliebe für ältere Autos der Marke Alfa Romeo. In der 1. Folge fährt er einen schwarzen Alfa Romeo 75 V6. In der 2. und 3. Folge fährt er einen silbernen Alfa Romeo Alfasud Sprint mit mintgrünen und schwarzen Rallyestreifen. In der 4. Folge besitzt Killmer einen roten Alfa Romeo Alfasud Sprint, der nach einer Verfolgungsjagd Schrott ist. In der 5. Folge fährt der Kommissar daher einen roten Alfa Romeo 164 QV 12V mit Frontscheinwerfern vom Faceliftmodell bzw. Super. Als Streifenwagen dient stets ein silber-blauer VW Passat B6 Variant, außer in der 2. Folge; hier kommt ein Mercedes-Benz C-Klasse T-Modell (Baureihe 204) zum Einsatz.
Kati Biever stellt sich in der ersten Folge zwar als Polizeiobermeisterin vor, trägt aber bis zur dritten Folge Schulterstücke einer Polizeikommissarin. In Folge 4 sind es dann Schulterstücke einer Polizeihauptmeisterin, in Folge 5 die Schulterstücke einer Polizeiobermeisterin. Ginge man danach, wurde sie also schrittweise degradiert. In den Folgen 1 bis 3 ist auf Kati Bievers Dienstkleidung der falsch geschriebene Nachname „Biver“ zu lesen.

## Episodenliste
| Nr. | Originaltitel                                       | Erstausstrahlung | Regie            | Drehbuch                      | Zuschauer             |
| --- | --------------------------------------------------- | ---------------- | ---------------- | ----------------------------- | --------------------- |
| 1   | Tödliches Heimweh                                   | 10. Mai 2010     | Hajo Gies        | Uwe Kossmann                  | N.N.                  |
| 2   | Babyblues                                           | 5. Okt. 2011     | Thomas Nennstiel | Markus Hoffmann, Uwe Kossmann | 6,12 Mio. (19,6 % MA) |
| 3   | Ich sehe was, was du nicht siehst und das ist … tot | 21. Nov. 2013    | Thomas Nennstiel | Markus Hoffmann, Uwe Kossmann | 3,59 Mio. (11,0 % MA) |
| 4   | Von Mäusen, Miezen und Moneten                      | 3. Apr. 2014     | Vivian Naefe     | Markus Hoffmann, Uwe Kossmann | 4,23 Mio. (13,5 % MA) |
| 5   | Wo die Liebe hinfällt                               | 22. Jan. 2015    | Torsten Wacker   | Markus Hoffmann, Uwe Kossmann | 3,37 Mio. (10,5 % MA) |
| 6   | Goldrausch                                          | 21. Apr. 2016    | Torsten Wacker   | Markus Hoffmann, Uwe Kossmann | 3,83 Mio. (12,5 % MA) |

## DVD-Veröffentlichung
Die Studio Hamburg Enterprises brachte die sechs Folgen ab Dezember 2012 sukzessive als Einzel-DVD heraus.

## Verweise
- Der Bulle und das Landei in der ARD-Mediathek. Sendungsseite, abrufbar bis 26. Februar 2026
- Der Bulle und das Landei bei IMDb
- Der Bulle und das Landei bei Fernsehserien.de